# Kuifhert
Het kuifhert (Elaphodus cephalophus) is een evenhoevige uit de familie van de hertachtigen (Cervidae). Het is de enige soort in het geslacht Elaphodus. De soort komt voor in Zuidoost-Azië. Het dier heeft een lengte van 110-160 cm, met een staart van 7-16 cm en een schouderhoogte van 50-70 cm. Het gewicht bedraagt 17-50 kg. Na een draagtijd van zes maanden worden één of twee jongen geboren. De herten hebben een levensduur van ongeveer vijftien jaar. Ze eten fruit, gras, twijgen en bladeren.

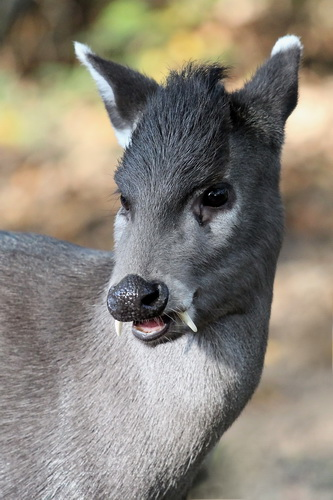
Volwassen mannetje
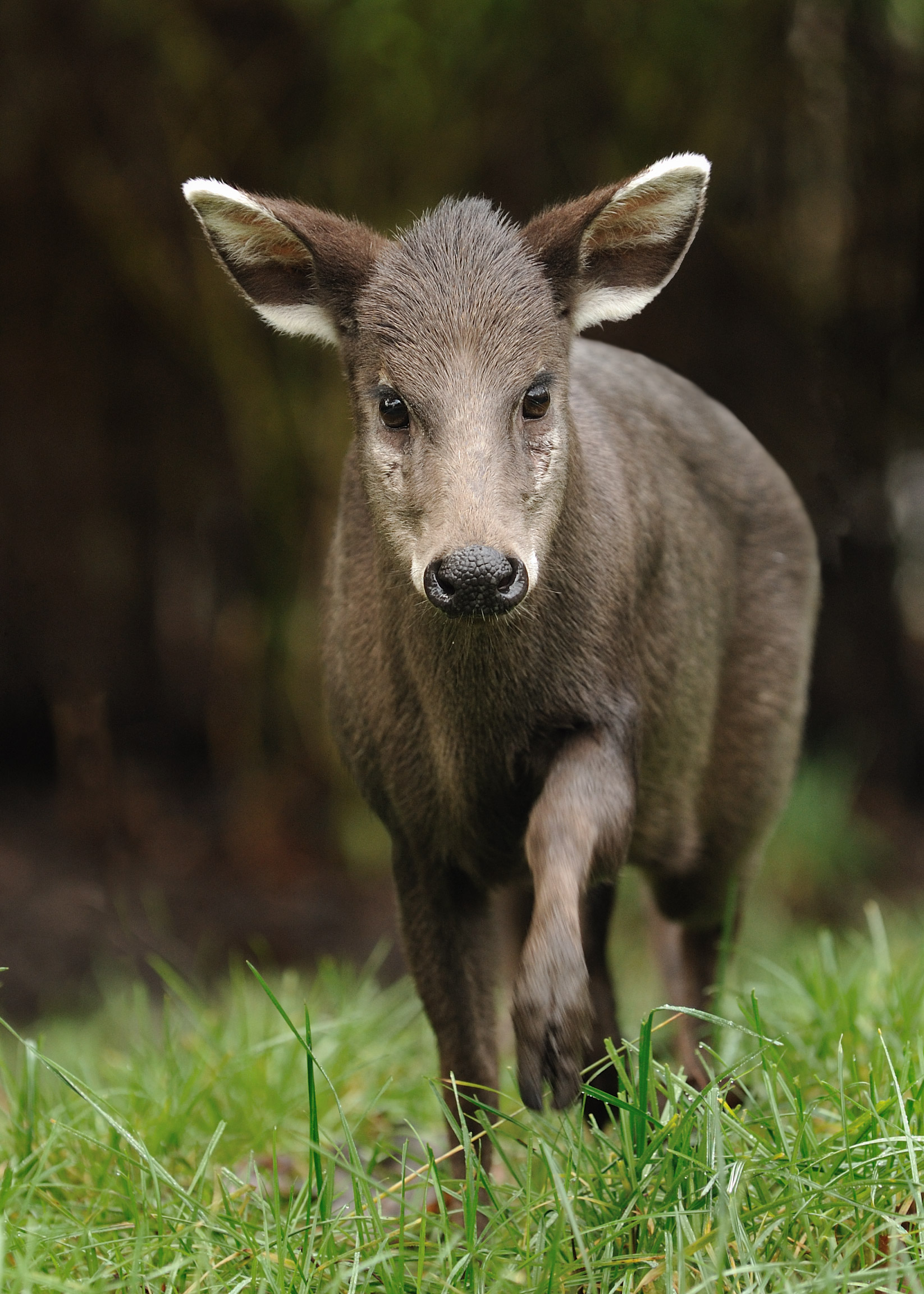
Volwassen vrouwtje
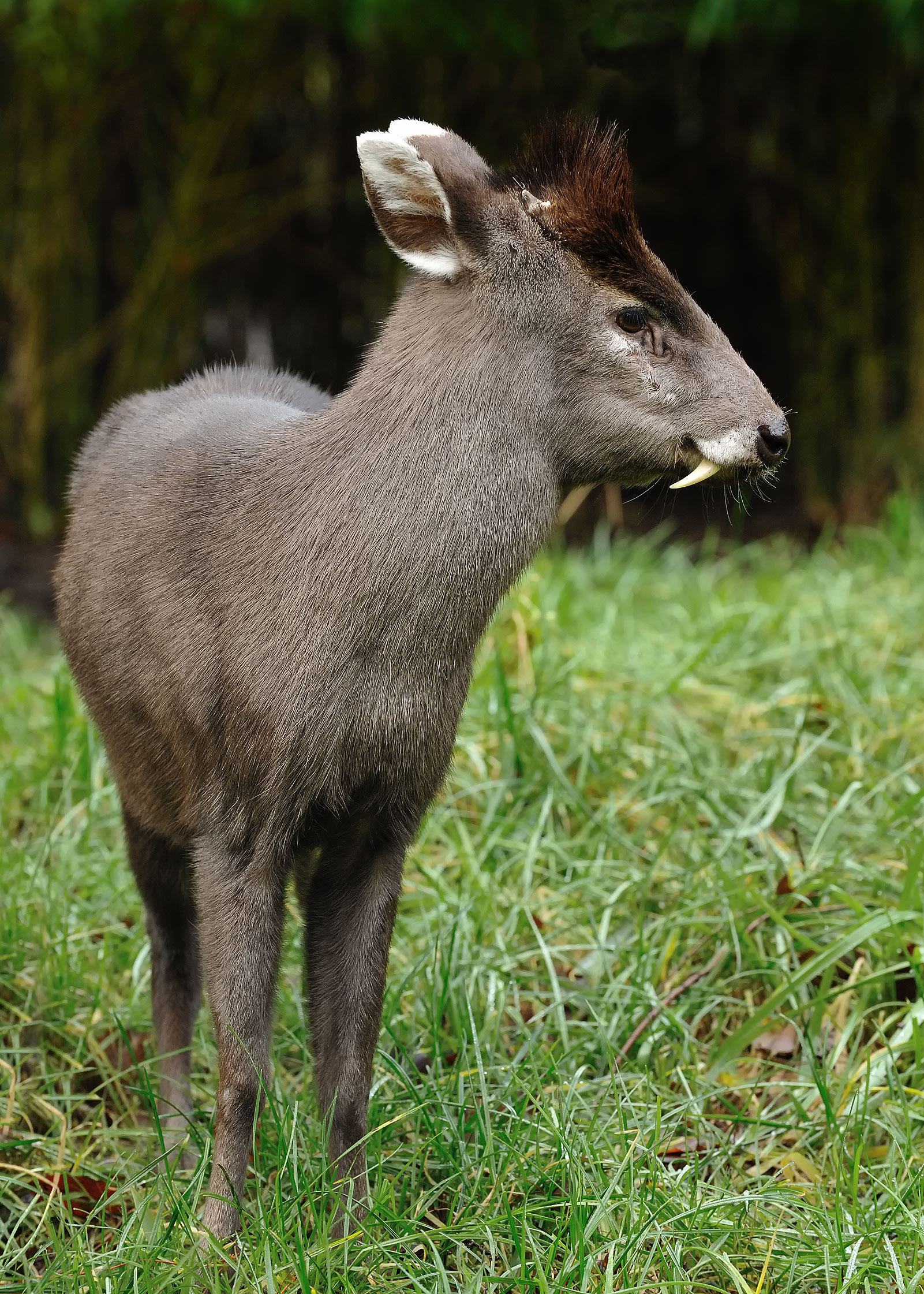
Volwassen mannetje

Er zijn vier ondersoorten:
- Elaphodus cephalophus ichangensis
- Elaphodus cephalophus michianus
- Elaphodus cephalophus cephalophus
- Elaphodus cephalophus fociensis